# Cotinga pompadour
Xipholena punicea
Espèce
Statut de conservation UICN

 LC  : Préoccupation mineure
Le Cotinga pompadour (Xipholena punicea) est une espèce de passereaux de la famille des Cotingidae.

## Répartition

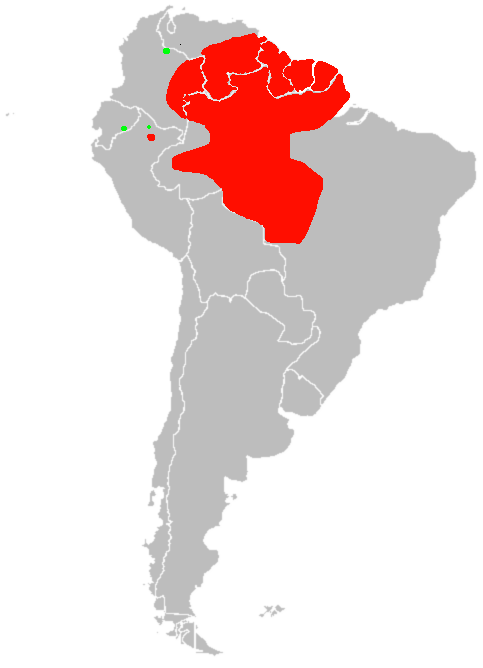
Aire de répartition de Xipholena punicea.

Cet oiseau se rencontre en Bolivie, au Brésil, en Colombie, en Équateur, au Guyana, en Guyane, au Pérou, au Suriname et au Venezuela.

## Classification
Le nom valide complet (avec auteur) de ce taxon est Xipholena punicea (Pallas, 1764).
L'espèce a été initialement classée dans le genre Turdus sous le protonyme Turdus puniceus Pallas, 1764.
Ce taxon porte en français le nom vernaculaire ou normalisé suivant : Cotinga pompadour,.
Xipholena punicea a pour synonyme :
- Turdus puniceus Pallas, 1764